# Hieracium guldbergense
Hieracium guldbergense es una especie de planta con flor del género Hieracium, de la familia Asteraceae, orden Asterales.

## Distribución
Hieracium guldbergense se distribuye por Suecia.

## Taxonomía
Fue descrita científicamente por Folin ex T. Tyler.
Tratamiento taxonómico
La especie aparece registrada y publicada en Nordic J. Bot.